# Scheur (rio)
O Scheur é um braço do delta do Reno e do Mosa. Esta água passa pela cidade neerlandesa de Maassluis e por isso era anteriormente chamada de 't Sluisse Diep;  Scheurdiep também foi usado como nome. 
O Scheur tem aproximadamente 13 km de comprimento e flui da curva quilômetro 1013, onde o Velho Mosa e o Novo Mosa se encontram, até o Nieuwe Waterweg que começa na curva do quilômetro 1026.

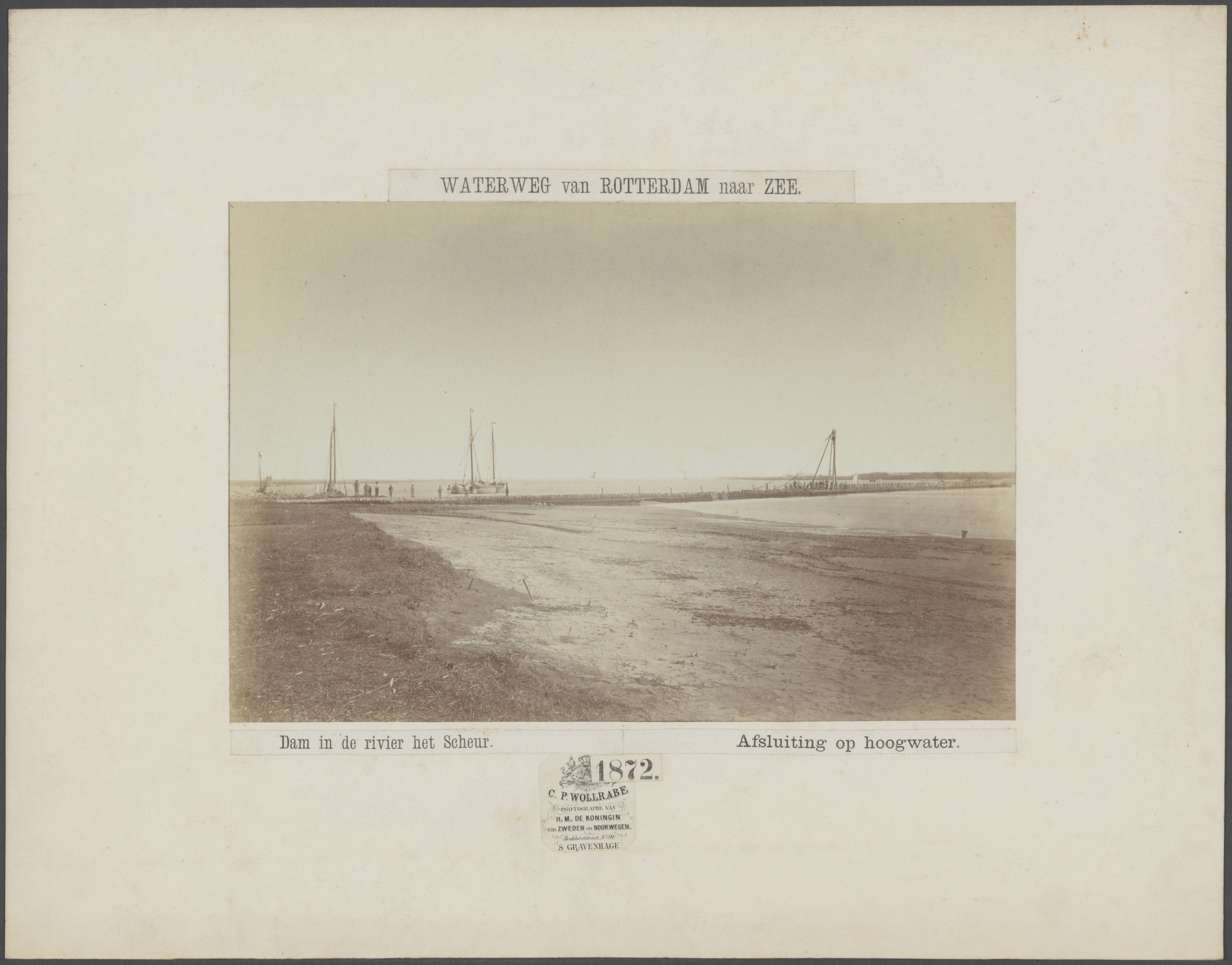
Barragem no rio Scheur, 1871

Os municípios de Vlaardingen (parcialmente), Maassluis e Roterdã (parcialmente) estão localizados às margens do rio. Originalmente, o Scheur curvava-se para oeste de Maassluis e Rozenburg, no nível do atual Maeslantkering, para sudoeste e desaguava no Mar do Norte ao sul da reserva natural De Beer, perto de Oostvoorne . Esta parte represada e agora desaparecida do Scheur, o 'Scheur represado', já foi uma parte muito ampla do estuário do Maas e era então conhecida como Pan ou Krim.
Após a abertura do Nieuwe Waterweg em 1872, uma curva no Scheur perto de Maassluis continuou a ser um incômodo para a navegação. As cabeceiras do porto de Maassluis foram, portanto, encurtadas em 200 metros em 1887 e os bancos de areia foram dragados no local. A margem também foi escavada no lado de Rozenburg, o que significou que o moinho de farinha no Kooilandsedijk teve de ser demolido, e ali foram colocados esporões no rio. Esse endireitamento do Scheur também influenciou a velocidade do fluxo das águas do rio, o que reduziu o problema do sempre ameaçador assoreamento.

## Confusão sobre o nome
Depois de 1980 houve confusão sobre o nome desta parte do rio porque o Ministro dos Transportes, Obras Públicas e Gestão das Águas, pela decisão RRV 48173 de 3 de setembro de 1980, estabeleceu uma 'Lista de nomes de obras de gestão de águas a oeste de Roterdã', em que o Scheur passou a fazer parte do Nieuwe Waterweg.  A lista tinha o Nieuwe Waterweg começando no foz do Velho Mosa e terminando em Splitsingsdam, perto de Hoek van Holland. O resultado disso foi que o Scheur desapareceu dos mapas topográficos. Por exemplo, de acordo com os planos, o novo túnel Maasdelta estaria localizado sob o Nieuwe Waterweg em vez de sob o Scheur. Em 2013, Rijkswaterstaat, a verdadeira causa da confusão, refez seus passos após pressão externa e ajustou sua Visão Geral das Hidrovias. Este arquivo é usado como arquivo fonte para projetos, apresentações, mapas e similares. Posteriormente, o Registo Predial ajustou os seus ficheiros digitais, que podem ser consultados através da internet. Het Scheur voltou, portanto, aos mapas topográficos fornecidos pelo Registo Predial.Predefinição:Appendix